# Гай Цицерей
Гай Цицерей (на латински: Gaius Cicereius) от фамилията Цицереи (на латински: gens Cicereia), е политик на Римската република през 2 век пр.н.е.
Гай Цицерей е секретар (scriba) на генерал Сципион Африкански († 183 пр.н.е.). През 174 пр.н.е. той помага на сина му Луций Корнелий Сципион да стане претор. През 173 пр.н.е. Гай Цицерей е в Сардиния и Корсика. През 172 и 167 пр.н.е. той е посланик при Генций, царят на Илирия.
През 167 пр.н.е. Гай Цицерей е в петчленна сенатска комисия заедно с Публий Елий Лиг (консул 172 пр.н.е.), Гней Бебий Тамфил, Публий Теренций Тускивикан и Публий Манилий (вероятно баща на Публий Манилий консул от 120 пр.н.е.) със задачата да се установи новия ред в Илирия след римската победа над македонския цар Персей.